# 上海旅游集散中心
上海旅游集散中心是上海市旅游局歷史上的一個直属事业单位，也是中華人民共和國上海市歷史上的一個旅客上車點，遊客可以在此購票和坐車，而且上海旅游集散中心開通了多條旅遊線路，不過線路以上海境內為主。上海本地以及外地、外国游客从上海前往周边时會來此坐車。

## 歷史
1998年5月25日，上海旅游集散中心成立，上車地點位於上海體育場，當時開通了10條旅遊線路，其中9條前往上海郊區，1條前往外省。2004年，上海旅游集散中心的旅游线路增至140条，涉及景点约250个，每天总发车次数达400余次，全年接待游客597．6万人次。2009年，上海旅游集散中心的集散地遍佈徐匯、虹口、楊浦、閘北，線路達160多條，景點達250個。
2010年後開始，由於地铁公交、高铁、私家车的發達，以及微信興起後小型旅遊社在微信上招徠顧客，上海旅游集散中心的客流开始逐年萎缩。2013年，上海旅游集散中心从万体馆扶梯下搬到中山南二路2409号地下一层。2014年11月，上海旅游集散中心撤销，並且分拆為上海旅游集散总站以及上海旅游公共服务中心。截至2019年，上海旅游集散总站已在宝山吴淞长途汽车站、长途客运东站、上海长途客运南站、上海长途客运虹桥站、长途客运北站、沪太路长途客运站设立了营业站点。